# Ficus napoensis
Ficus napoensis är en mullbärsväxtart som beskrevs av S.S. Chang. Ficus napoensis ingår i släktet fikonsläktet, och familjen mullbärsväxter. Inga underarter finns listade i Catalogue of Life.